# NGC 6890
NGC 6890 ist eine Spiralgalaxie vom Hubble-Typ (R')SA(r:)ab im Sternbild Schütze am Nordsternhimmel. Sie ist schätzungsweise 108 Millionen Lichtjahre von der Milchstraße entfernt und wird als Seyfert-2-Galaxie klassifiziert.
Das Objekt wurde am 1. Juli 1834 von dem Astronomen John Herschel mit seinem 18,7-Zoll-Spiegelteleskop entdeckt und später von Johan Dreyer in seinen New General Catalogue aufgenommen.